# コハエース
『コハエース』は、経験値による日本の漫画作品。ゲームメーカー・TYPE-MOONの歴史を振り返る内容となっており、原作としてクレジットされている。
直接の続編である『ぐだぐだエース』、『Fate/KOHA-ACE 帝都聖杯奇譚』の初期構想を元にした漫画『帝都聖杯奇譚 Fate/type Redline』も解説する。

## 概要
『コンプティーク』2011年6月号にて連載開始。当初は「TYPE-MOON10周年記念漫画」と銘打ち、同ブランドの歴史を振り返るという内容になっていた。『月姫』の登場人物である琥珀と秋葉をメインにし、「Fateシリーズ」『魔法使いの夜』などの他のTYPE-MOON作品の人物を交えて展開される。
本編の連載は全10回で終了したが、2012年4月号からは『コハエース+』と改題され、現在進行形の話題も取り扱うようになった。2013年6月号からは『コハエースEX』と改題。「EX」では「聖杯戦争」の開始が宣言され、「Fate/KOHA-ACE 帝都聖杯奇譚」が始まる予定だったが、参加者がいなかったためお蔵入りとなった。その後、『コハエースXP』と改題、『コハエースGO』にてスターシステム版「帝都聖杯奇譚」が展開され、『コハエースDX』でシリーズは終了。Fateシリーズ(主にFGO)のみを取り扱う『ぐだぐだエース』へと連載は移行した。2022年には『ぐだぐだ太閤伝 ZIPANG』の連載を開始。
「帝都聖杯奇譚」は本作オリジナルのサーヴァントが登場しており、作中では帝都聖杯奇譚は既存のどの聖杯戦争とまるで関係のないパラレルワールドであるとされている。『GO』では当時の事情からスターシステムを採用した。岡田以蔵を始めとした本作初出のサーヴァントが「FGO」への参加で知名度を上げたことなどもあり、作者が構想していた帝都聖杯奇譚を漫画化することが決定し、2019年12月より『帝都聖杯奇譚 Fate/type Redline』として展開されることになった。
コンプティーク増刊である「TYPE-MOONエース」を始めとして、関係書籍などでの描き下ろし漫画も多数制作されている。また2012年度のTYPE-MOONエイプリルフール企画にも登場した。
セリフなどは写植されず全て手書きにされており、作画はスクリーントーンや背景作画は一切されず、二頭身の独特のデザインで構成されている。ページ下部のコマ枠外にはミニコメントが記載されている。「コンプティーク」がゲーム・漫画・アニメの総合雑誌という事もあってかそれらのネタも豊富に用いられている。いわゆる楽屋ネタも主力のネタの一つであり、ストーリーやシナリオなどは一切存在しないが、TYPE-MOONによる監修は受けている。

## 登場人物

### コハエース進行役
コハク
声 - 高野直子 / 初出 - 月姫→帝都聖杯奇譚
コハエースの主人公。TYPE-MOON作品の解説を担当し、たびたびTYPE-MOONには関係のないゲームやアニメの話などを熱く語っている。作者のパーソナリティが大きく反映されている。
連載当初は月姫の琥珀として振る舞っていたが次第に作者のパーソナリティーに侵食され、『DX』第12話にて「月姫の琥珀さんと一緒にしないでください」と宣言され、同一人物ではなくなった。
ぐだぐだエース(仮)では目線を隠して出演し、ぐだぐだエースより帝都聖杯奇譚の登場人物という体裁で正式に復帰した。
アキハ様
声 - ひと美 / 初出 - 月姫
コハクの主人。ツッコミ役。口調は原作とは大幅に異なり、ツッコミ役に完全にシフトしている。『DX』最終話で月姫の設定そのままの秋葉が登場した。

### ぐだぐだエース進行役
織田信長（おだ のぶなが）
声 - 釘宮理恵 / 初出 - コハエースEX
ぐだぐだエースの進行役の一人。
英霊としてのステータスは後述
沖田総司（おきた そうじ）
声 - 悠木碧 / 初出 - コハエースEX
ぐだぐだエースの進行役の一人（元桜セイバー）。
英霊としてのステータスは後述

### その他
ライダー
声 - 浅川悠 / 初出 - Fate/stay night
『Fate/stay night』のサブヒロイン。作者のお気に入りのキャラクターで、「stay night」の紹介以降も一般市民役などでほぼ毎回登場している。その便利屋扱いに本人は辟易している。
セイバー
声 - 川澄綾子 / 初出 - Fate/stay night
『Fate/stay night』のメインヒロイン。本作では何かと不遇な扱いをされがち。他のセイバーと区別するために頭に「青」と書かれる場合もある。自分のコンパチキャラが次々と生まれていくことに危機感を感じており、他のセイバーを敵視している。またモードレッド、ランスロット、ガウェイン、ベディヴィエールといった、円卓の騎士たちとの絡みも散見される。
また、頭に「社」と書かれた社長（武内崇）代理として登場することもある。
翡翠（ひすい）
声 - 松来未祐 / 初出 - 月姫
琥珀の妹。琥珀の不在時などにたびたび登場する。
赤セイバー
声 - 丹下桜 / 初出 - Fate/EXTRA
『Fate/EXTRA』のメインサーヴァント。外見が似ているセイバーと区別するために、頭に赤と書かれている。尊大な性格であり、後発キャラであるにもかかわらず「時代は赤」「青はオワコン」と言って憚らない。また本編を乗っ取り「赤セイバーエース」を始めようとたびたび企てる。
アルクェイド・ブリュンスタッド
声 - 柚木涼香 /  初出 - 月姫
『月姫』のメインヒロイン。話が『月姫』に寄るとたまに登場するが、あまり頻度は高くない。
また、頭に「き」と書かれた奈須きのこ代理として登場することもある。
キャス狐
声 - 斎藤千和 /  初出 - Fate/EXTRA
『Fate/EXTRA』のメインサーヴァント。「赤セイバーエース」で突っ込みポジションとして登場するが、コハクからは「キャラがかぶっている」と一方的に敵視されており、いつも殺生石に封印されてしまう。
モーさん
声 - 沢城みゆき /  初出 - Fate/Apocrypha
セイバーの娘。通称は「“赤”のセイバー」。セイバーに対しては反抗期の子供といった態度をとるが、自分以外がセイバーを馬鹿にするのは許せないので、赤セイバーとは仲が悪い。モーさんの愛称は本作が初出。
土方歳三（ひじかた としぞう）
初出 - Fate/Grand Order/  デザイン -余湖裕輝
新撰組副長で沖田の上司。英霊としてのクラスはバーサ―カー。
織田信勝（おだ のぶかつ）
初出 - Fate/Grand Order /  デザイン - pako
信長の実弟。病的なシスコン。
坂本龍馬（さかもと りょうま）&お竜（おりょう）
初出 - 帝都聖杯奇譚
幕末に活躍した維新の英雄と自立型の宝具の女性。
英霊としてのステータスは後述。
岡田以蔵（おかだ いぞう）
初出 - コハエースEX
FGOへの出演を機に想定外の人気を獲得した幕末四大人斬りの一人。
英霊としてのステータスは後述。

### 帝都聖杯奇譚の登場人物

#### スターシステム版のマスター
当時の事情によってスターシステムを採用し、TYPE-MOONの関連作品のキャラクターデザインを流用したキャラクターたちが設定を新たに登場している。ただし『月姫』のキャラクターたちに関しては、『月姫』の物語が1940年代前半に終了した、という設定で本人扱いとなっている。
琥珀（こはく）
桜セイバーのマスターで、『帝都聖杯奇譚』の主人公。
遠野秋葉（とおの あきは）
遠野家当主。シエルからの依頼を受けて聖杯戦争に参加する。
マスターアルトリア
魔人アーチャーのマスター。
間桐（まとう）少佐
バーサーカーのマスター。
総統
キャスターのマスター。
レイター少佐
アサシンのマスター。正体は後述。
言峰花蓮（ことみね かれん）
ランサーのマスター。

#### Fate/type Redlineのマスター
赤城奏丈（あかぎ かなた）
『Fate/type Redline』の主人公でセイバー/沖田総司のマスター。スターシステム版の琥珀に相当する人物。21世紀を生きる高校生で衰退した魔術師一族の末裔だが、実際に魔術を教わったことはなく、使える魔術も「触れていた物体の運動速度低下」という特段役に立たないものだけであることから、魔術への興味は薄い。
祖母の遺品を整理している最中、偶然起動した魔術礼装によって昭和20年の帝都東京にタイムスリップしてしまい、なし崩し的に聖杯戦争に参加することになる。
藤宮九十九（ふじみや つくも）
スターシステム版の遠野秋葉に相当する人物。「明るい未来」を求めて聖杯戦争への参加を決意、聖堂教会を介して入手した聖剣の鞘を触媒にアーサー王（アルトリア）を召喚しようとするが、突如現れた奏丈の介入により召喚儀式に失敗し、アルトリアではなく沖田が召喚されてしまった挙句マスター権も奪われてしまう。真瓦津は2年前に軍の研究に参加し、証拠隠滅のために粛清された魔術師の一家の生き残りではないかとみている。ちなみに聖剣の鞘は偽造品であり、本物はイギリスのコーンウォールに埋葬されている。
実は奏丈の父方の祖母であり、彼が6歳のときに病没する運命にある。
真瓦津（まがつ）
スターシステム版の間桐少佐に相当する人物。バーサーカー/森長可のマスター。帝国陸軍所属だが正規の軍人ではないため階級は少佐「相当」。レイター少佐は傲慢な魔術師と評している。
政府および軍上層部には内密で日本に潜伏する第三帝国の残党と密約を結ぶ。敵国の圧倒的物量の前に厭戦ムードが漂う政府に対し、狂人を演じることで兵を扇動し手を汚すことなく水面下で講和派を始末している。
淺間かなめ（あさま かなめ）
スターシステム版のマスターアルトリアに相当する人物。アーチャー/織田信長のマスター。異人と日本人の混血児。
レイター少佐
スターシステム版のレイター少佐に相当し、かつ同名の人物。アサシン/岡田以蔵のマスター。日本に潜伏する第三帝国の軍人で階級は少佐。
蘭蘭芳（ランランファン）
スターシステム版の言峰花蓮に相当する人物。ランサー/李書文のマスター。チャイナ服にスパッツを履いた少女。
「火鼠」の蘭蘭芳の異名の通り、呪符を爆発させる魔術を扱う。ランサーを召喚後、マフィアから第三帝国に流れるはずだった魔術鉱石を強奪し日本に漁船で密航してきた。

#### 第三次聖杯戦争の関係者
マスターアルトリア
魔人アーチャーのマスターになった少女。第三次聖杯戦争の勝者でもある。
レイター
時計塔の魔術師。
遠坂凛（とおさか りん）、間桐桜（まとう さくら）
2人合わせて豊臣秀吉のマスター。結果的にではあるがぐだぐだ太閤伝ZIPANG(昭和戦国絵巻ZIPANG)を引き起こした元凶となった。
弓塚さつき（ゆみづか さつき）
長尾景虎のマスター。
イリヤスフィール・フォン・アインツベルン
第三次聖杯戦争に参加したマスター。

#### オリジナルサーヴァント
『EX』より「聖杯戦争」を行うために用意された本作のオリジナルサーヴァント。『GO』で描かれた、太平洋戦争末期の帝都を舞台にした「帝都聖杯奇譚」にて本格的に活躍を見せる。
桜セイバー
声 - 悠木碧
- 身長：158cm / 体重：45kg / 属性：中立・中庸
- パラメータ： 筋力：C / 耐久：E / 敏捷：A+ / 魔力：E / 幸運：D / 宝具：C
- スキル： 対魔力：E / 騎乗：E / 心眼（偽）：A / 病弱：A / 縮地：B / 無明三段突き：-

大正時代風の袴を着た、薄い桜色の髪をした少女。真名は新選組一番隊隊長沖田総司。「帝都聖杯奇譚」での触媒は日本刀でマスターは琥珀、「Redline」での触媒はライトノベルでマスターは赤城奏丈、「ぐだぐだ太閤伝ZIPANG」のマスターは織田家で現在は秀吉に預けられている。
穏やかで暢気なところのある性格だが、戦闘においては非常に冷静かつ冷酷に剣を振るう天才剣士。特にスキル「縮地」による足捌きと俊足が持ち味で、アサシン適性もある。本人としては自身が剣豪であるというつもりはないらしい。普段は晒しを巻いているが、実はスタイルがいい。衣類はマスターから貰った物。史実通り病弱であり、ショックなことがあると吐血する。新選組の仲間達と最後まで戦えなかったことを悔やんでおり、それで落ち込むこともある。
必殺技は事象崩壊を引き起こす魔剣「無明三段突き（むみょうさんだんづき）」。宝具は、装備するとパラメータ上昇などの効果がある「誓いの羽織（ちかいのはおり）」と、発動すると新撰組の隊士たちを召喚する「誠の旗（まことのはた）」の2つ。
武内崇が新規にデザインしたサーヴァント。顔はセイバーと瓜二つであり、秋葉からは「けっきょくセイバーじゃねぇか!」と言われている。
魔神セイバー（沖田総司〔オルタ〕）
声 - 悠木碧
- 身長：163cm / 体重：51kg / 属性：中立・中庸
- パラメータ： 筋力：B / 耐久：C / 敏捷：A / 魔力：B / 幸運：C / 宝具：A
- スキル： 対魔力：B / 単独行動：A / 極地：A / 不断：B / 無辺：A

コハエースXPと帝都聖杯奇譚に登場。白髪に褐色の肌を持ち、黒い羽織を身にまとった長刀の剣士。
『XP』にて初登場した時は「魔人アーチャーと桜セイバーが合体した姿」「Fateを終わらせる者」「型月ファンのFateに対する負の想念から生まれた」という設定だった。
『帝都聖杯奇譚』では設定が完全に変更され、魔人アーチャーの要素がなくなった。マックスウェルを倒すために桜セイバーが聖杯を用いて再臨した姿であり、「抑止の守護者」を称する。
変更理由は「『FGO』に出たいから」。後に実装されることになったが、クラスは通称に含まれるセイバーではなくアルターエゴとなった。宝具は、「絶剱・無穹三段（ぜっけん・むきゅうさんだん）」。

魔人アーチャー
声 - 釘宮理恵
- 身長：152cm / 体重：39kg（コハエース）・43kg（Fate/Grand Order） / 属性：秩序・中庸
- パラメータ（コハエース）： 筋力：B / 耐久：B / 敏捷：B / 魔力：A / 幸運：A- / 宝具：E-EX
- パラメータ（Fate/Grand Order）： 筋力：C / 耐久：B / 敏捷：C / 魔力：B / 幸運：B / 宝具：?
- スキル： 対魔力：B / 単独行動：B / 軍略：B / カリスマ：B- / 魔王：A / 天下布武・革新：A

「帝都聖杯奇譚」における最強のサーヴァント。黒い軍服を着た少女。真名はかの有名な三英傑の一人、織田信長。本編より前に開催された第三次聖杯戦争で召喚され、勝者となったサーヴァント。マスターはアルトリアだが、元ネタは「もしもセイバーがマスターだったら」というIF企画のキャラで、英霊アルトリアとは設定的な繋がりはないというアルトリア。「Redline」のマスターはかなめ。
尊大な性格で一人称は「わし」。桜セイバーとは因縁の敵。本人には生前のこの世に対する未練はないらしく、今回の召喚は日本の危機を救うためのものと判断している。召喚者は日本陸軍が招聘した魔術師だったそうだが、程なくマスターを変えている。陸軍の冬木大聖杯奪取は彼女の采配によるところが大きかったらしい。陸軍掌握後は数々の兵器開発に着手する。
宝具は三千丁の火縄銃で一斉射撃し、さらに戦国最強の武田騎馬隊を葬った逸話から騎乗スキルを保有するサーヴァント相手には攻撃力が増加する「三千世界（さんだんうち）」と、真の宝具として神性や神秘を持つ者に対して絶対的な力を揮う存在へと変生する固有結界「第六天魔王波旬（だいろくてんまおうはじゅん）」を保有する。
『戦国大戦』への参戦を希望していたが結局叶わなかった。
ランサー
- 身長：166cm / 体重：60kg / 属性：中立・悪
- パラメータ： 筋力：C / 耐久：E / 敏捷：A+ / 魔力：E / 幸運：D / 宝具：C
- スキル： 対魔力：D / 中国武術（六合大槍）：A+++ / 圏境：B / 絶招：B

コートに帽子をかぶった老人。真名は李氏八極拳の開祖、中国の武術家李書文。マスターは言峰花蓮。「Redline」のマスターは蘭蘭芳。
「神槍」と呼ばれた槍の達人ではあるが、素手での戦いにも長け、槍を手放した状態でも高い戦闘力を誇る。宝具はアサシン時に使用する心停止の魔拳を槍によって繰り出す「神槍无二打（しんそうにのうちいらず）」、そして無手の状態から放たれる八極拳の奥義「猛虎硬爬山（もうここうはざん）」。
アサシンおよびバーサーカーのクラスにも適性を持ち、さらに「肉体の全盛期」である青年時と「武術の全盛期」である老年時のどちらかの姿で召喚される。『Fate/EXTRA』シリーズには青年の姿のアサシンとして、『Fate/Grand Order』には青年の姿のランサーと老年の姿のアサシンとして登場する。
アサシン
- 身長：174cm / 体重：65kg / 属性：中立・悪
- パラメータ： 筋力：C / 耐久：D / 敏捷：B / 魔力：E / 幸運：E / 宝具：C
- スキル： 気配遮断：B / 人斬り：A / 心眼（偽）：C / 撃剣矯捷なること隼の如し：A

真名は幕末で最も有名な人斬りの一人、岡田以蔵。登場時は素性を偽り、自らを「セイバー・坂本龍馬」と称していた。マスターはスターシステム、「Redline」共に第三帝国所属のレイター少佐。
勝つためには手段を選ばない粗野な卑劣漢だが、剣の腕は超一流。一度見た剣技をコピーして己のものとする能力「始末剣（しまつけん）」を宝具として持ち、アサシンでありながらセイバークラス並の近接戦闘力を有する。なお、燕返しや無明三段突きのような魔剣の類は模倣できない。
バーサーカー
- 身長：194cm / 体重：93kg / 属性：混沌・狂
- パラメータ： 筋力：B / 耐久：C / 敏捷：D / 魔力：E / 幸運：D / 宝具：C
- スキル： 狂化：D / 精神汚染（兇）：B / 血濡れの蛮勇：A / 鬼武蔵の遺言状：C

巨大な槍を得物とする20代半ばほどの偉丈夫。真名は「鬼武蔵」の異名を持つ信長の家臣森長可。マスターは帝国陸軍の間桐少佐、「Redline」のマスターは帝国陸軍の真瓦津少佐相当。召喚直後から暴走し完全に制御不能に陥っている。生前の逸話通りの狂気の武将で、味方のはずの陸軍を相手に殺戮を繰り広げた。
地脈から魔力を強制的に吸い上げ装着者に供給する「甲型英霊拘束具」を付与されており、強力な再生能力を有する。宝具は人間を骨が無いかのように両断することから名付けられた名槍「人間無骨（にんげんむこつ）」。その名の由来の通り、対象の防御力を無効化する効果を持つ。また、ランサーやライダーのクラスで召喚された場合は騎乗宝具「百段（ひゃくだん）」が使用可能。
ライダー
- 身長：178cm（ライダー）、173cm（お竜） / 体重：72kg（ライダー）、57kg（お竜） / 属性：中立・中庸（ライダー）、混沌・善（お竜）
- パラメータ： 筋力：C / 耐久：C / 敏捷：B / 魔力：C / 幸運：A- / 宝具：EX
- スキル（ライダー）： 対魔力：C / 騎乗：A+ / カリスマ：C+ / 船中八策：A / 維新の英雄：A
- スキル（お竜）： 神性：B- / 怪力：A / 暴走：B

白い軍服に身を包んだ飄々とした雰囲気の青年。傍らには常に謎の美女「お竜」が付き添っている。真名は坂本龍馬。薩長同盟の立役者であり、海援隊の設立、大政奉還の成立に尽力し明治維新に大きく貢献した志士の一人。マスターは存在せず、抑止力として召喚された存在。
相棒の美女「お竜」こそが彼の宝具「天駆ける竜が如く（あまかけるりゅうがごとく）」であり、真名開放により巨大な竜の姿へと変貌する。人型のままでも高い戦闘力を有し、変身後はさらに圧倒的な力を発揮する。ただし一度変身すると存在を維持できずに消滅してしまうため、使用できるのは一度きりの奥の手である。なお、史実における龍馬の妻のお龍とは別者。
キャスター
- 身長：176cm / 体重：70kg / 属性：中立・中庸
- パラメータ： 筋力：- / 耐久：- / 敏捷：- / 魔力：- / 幸運：- / 宝具：EX
- スキル： 悪魔の証明：EX

サングラスを掛けたスーツ姿の男性。どこか頼りなさげだが、得体の知れない雰囲気を漂わせる。マスターは「第三帝国総統の影武者」。
真名はマックスウェル。数学者ジェームズ・クラークの思考実験が生み出した架空の存在。「帝都聖杯奇譚」の時代にはまだこの概念を否定する理論が確立されていないため、どうやってもこのキャスターを消滅させることはできない。宝具はほぼ無限といえるエネルギーを生成する永久機関「熱力学第二法則の否定（マックスウェルの悪魔）」。これらの特殊能力以外に直接の戦闘力を持たず、通常の聖杯戦争では扱いにくいサーヴァント。

#### 第三次聖杯戦争のサーヴァント
豊臣秀吉
- 身長：150cm（召喚時） / 体重：42kg（召喚時） / 属性：混沌・善＞中庸＞悪
- パラメータ： 筋力：E-A / 耐久：E-A / 敏捷：D-A+ / 魔力：E-A / 幸運：C-EX / 宝具：E-EX
- スキル： 対魔力：C-A / 騎乗：C / 黄金律：A / カリスマ：B-A+ / 中国大返し：C-A

『コハエースこれくしょん』にて詳細が語られたサーヴァント。クラスはセイバー。「帝都聖杯奇譚」には登場せず、『Fate/Grand Order』のイベント「ぐだぐだ明治維新」「ぐだぐだファイナル本能寺2019」「ぐだぐだ新邪馬台国」にて言及されている。実は第三次聖杯戦争で遠坂・間桐連合のサーヴァントとして召喚され、『Redline』の帝都第三次聖杯戦争にも参加していた。
宝具「日輪の子（にちりんのこ）」により日数の経過で能力値や容姿などが変化し、真名もそれに伴い木下藤吉郎、羽柴秀吉、豊臣秀吉へと変わる。召喚から7日目に最高の状態となるが、8日目以降は7日間かけて今度は能力が低下していき、14日目には消滅してしまう。
「日輪の子」以外にも、相手の武装を奪う宝具「刀狩り（ブレイド・テイカー）」、そして「一夜城（スノマタ・キャッスル）」、6日目に解禁される「超絶絢爛日輪城（ちょうぜつけんらんにちりんじょう）」とその発展型で日本全土を覆う固有結界「黄金魔境ZIPANG（おうごんまきょうジパング）」と段階的に強化されていく城塞宝具を所持している。
帝都第三次聖杯戦争の7日目に「黄金魔境ZIPANG」を発動した世界がぐだぐだ太閤伝ZIPANGとされる。
八華のランサー（はっかのランサー）/ 長尾景虎（ながお かげとら）
- 身長：167cm / 体重：53kg / 属性：秩序・善
- パラメータ： 筋力：C / 耐久：C / 敏捷：A / 魔力：D+ / 幸運：C+ / 宝具：B
- スキル： 対魔力：C / 騎乗：C / 神性：C / 運は天に在り：A / 鎧は胸に在り：A / 手柄は足に在り：A

『ぐだぐだエース』で発表されたサーヴァント。真名は不明だが信長は知っているという設定。 「帝都聖杯奇譚」の前に開催された第三次聖杯戦争で召喚されたサーヴァントでマスターは弓塚さつき。『Redline』における第三次聖杯戦争にも参加していた。
越後の軍神・上杉謙信の名で有名だが、本作では初名の長尾景虎を真名とする女性サーヴァント。

#### ぐだぐだ太閤伝ZIPANGのサーヴァント
伊勢新九郎（いせ しんくろう）
後北条家が召喚したサーヴァント。真名は後北条家の初代当主北条早雲。早雲は死後に名付けられたものなので伊勢新九郎を名乗る。
高杉晋作（たかすぎ しんさく）
毛利家が召喚したサーヴァント。ビジュアルはFGOより。沖田と同じく未来（幕末長州藩）から召喚された英霊で聖杯戦争の本質を見抜いていた。
朝倉宗滴（あさくら そうてき）
朝倉家が召喚したサーヴァント。生前殺していった一向宗を召喚して強引に「武士の本分」を履行させる宝具を使用するが、聖杯戦争の本質を見抜いていた織田（もとい秀吉）の相手ではなかった。
武田信玄（たけだ しんげん）
武田勝頼が自らの命と引き換えに召喚したサーヴァント。
徳川家康（とくがわ いえやす）
設定のみ存在。信長と秀吉とは三すくみの関係にあり、信長に強く秀吉に弱い。七つの宝具を使い分けることで宝具に応じたクラスとステータスに変化する。
第三次聖杯戦争にて召喚されていたが、マスターは不明。秀吉が召喚されて7日目に発動した黄金魔境ZIPANGからは逃げられていた。
正体は家康本人ではなく「徳川というシステム」を維持するために擁された影武者が英霊となったもの。

#### 没サーヴァント
孫悟空（そん ごくう）
聖杯戦争を始めるにあたって提案されたサーヴァントだが、作中のキャラからの反応は芳しくなく、登場から2Pで没にされた。没キャラクターではあるが、『EX』のカバーイラストに登場している。なお性別は女性。
「藕糸歩雲履」、「鎖子黄金甲」、「鳳翅紫金冠」、「天河鎮底神珍鉄（通称・如意金箍棒）」などの宝具を持ち、大技として固有結界的な身外身の方による平行世界の移し身同時運用による超絶次元反転分離攻撃を使うという。

## 書誌情報
いずれも角川書店のカドカワコミックス・エースより発売。

### コハエース
- 『コハエース』2012年6月22日発売[10]、ISBN 978-4-04-120283-8
- 『コハエース+』2013年6月21日発売[11]、ISBN 978-4-04-120763-5
- 『コハエースEX』2014年7月10日発売[12]、ISBN 978-4-04-101756-2
- 『コハエースXP』2015年9月10日発売[13]、ISBN 978-4-04-103412-5
- 『コハエースGO 帝都聖杯奇譚』2016年11月10日発売[14]、ISBN 978-4-04-104865-8
- 『コハエースDX』2018年1月9日発売[15]、ISBN 978-4-04-106545-7
- 『コハエースこれくしょん』2015年3月10日発売[4]、ISBN 978-4-04-102887-2
  - 後述の『カーニバル・ファンタズム』『Fate/kaleid liner プリズマ☆イリヤ』『ロードス島戦記』の他、『らき☆すた』『艦隊これくしょん-艦これ-』とのコラボ漫画が収録されている番外編。

### ぐだぐだエース
- TYPE-MOON（原作）・経験値（漫画）『ぐだぐだエース』KADOKAWA、全3巻
  1. 2019年3月9日発売[16]、ISBN 978-4-04-107725-2
  2. 2020年3月10日発売[17]、ISBN 978-4-04-109089-3
  3. 2021年3月10日発売[18]、ISBN 978-4-04-111195-6
- TYPE-MOON（原作）・経験値（漫画）『ぐだぐだエース RE』KADOKAWA、2022年6月10日発売[19]、ISBN 978-4-04-112269-3

### ぐだぐだ太閤伝 ZIPANG
- 1. 2023年12月11日発売[20]、ISBN 978-4-04-113957-8

## 同人誌
経験値の個人サークル「経験値ランド」にて『コハエース増刊号』と題した同人誌が発表されている。
- コハエース冬の増刊号（コミックマーケット81発刊）
- コハエース夏の増刊号（コミックマーケット82発刊）
- コハエース2012冬の増刊号（コミックマーケット83発刊）
- コハエース2013夏の増刊号（コミックマーケット84発刊）
- コハエース2013冬の増刊号（コミックマーケット85発刊）
- コハエース2014夏の増刊号（コミックマーケット86発刊）
- コハエース2014冬の増刊号（コミックマーケット87発刊）
- コハエース2015夏の増刊号（コミックマーケット88発刊）
- コハエース2015冬の増刊号（コミックマーケット89発刊）
- コハエース2016夏の増刊号（コミックマーケット90発刊）
- コハエース2016冬の増刊号（コミックマーケット91発刊）
- コハエース2017夏の増刊号（コミックマーケット92発刊）
- コハエース2017冬の増刊号（コミックマーケット93発刊）
- コハエース2018夏の増刊号（コミックマーケット94発刊）
- コハエース2018冬の増刊号（コミックマーケット95発刊）

## 帝都聖杯奇譚 Fate/type Redline
平野稜二による『コハエースGO 帝都聖杯奇譚』のリメイク漫画。2019年12月20日よりTYPE-MOONコミックエースにて連載されている。単行本第1巻が発売された際にはPVが公開され、悠木碧がナレーションを担当している。
「4Gamer.net」の山口和則は、Fateシリーズの派生作品の中では最もややこしい経歴だとしている。

### 書誌情報
- 経験値/TYPE-MOON（原作）・平野稜二『帝都聖杯奇譚 Fate/type Redline』KADOKAWA〈角川コミックス・エース〉、既刊5巻（2024年3月26日現在）
  1. 2020年6月4日発売[21]、ISBN 978-4-04-109458-7
  2. 2020年12月4日発売[23]、ISBN 978-4-04-109459-4
  3. 2021年12月3日発売[24]、ISBN 978-4-04-111367-7
  4. 2023年2月3日発売[25]、ISBN 978-4-04-112714-8
  5. 2024年3月26日発売[26]、ISBN 978-4-04-114346-9

## 関連作品
カーニバル・ファンタズム
「2nd Season」付属の「CP読本」に描き下ろし漫画が掲載されているほか、「Special season」にてアニメ化されている。アニメは経験値が脚本・コンテ・演出・作画といったほぼ全ての作業を担当したオリジナルストーリー。
Fate/kaleid liner プリズマ☆イリヤ
アニメ版Blu-ray / DVD各巻に付属する「kaleid liner material」に描き下ろし漫画が掲載されている。
なお第5話のエンドカードでは、経験値が本作のネタでもって提供している。
Fate/Grand Order
公式サポート漫画『Fate/ぐだぐだオーダー』を、ゲーム公式サイト上で連載。
2016年にイベントクエスト「ぐだぐだ本能寺」にて桜セイバーと魔人アーチャーが実装され、以降もイベントで本作を原案とするキャラクターが作中に登場している。
コハトーーク
コンプティーク2013年10月号付録ドラマCD。
セイバー（stay night）、赤セイバー（EXTRA）、プロトセイバー（Prototype / 声 - 櫻井孝宏）の3人のセイバーが登場し、トークをするという内容。
TYPE-MOON×ロードス島戦記 コンプはじめて物語
コンプティーク2013年12月号付録ドラマCD。
コンプティーク30周年記念作品。ロードス島戦記とのコラボレーションで、パーン（声 - 草尾毅）とディードリット（声 - 冬馬由美）が登場する。